# Obrium cicatricosum
Obrium cicatricosum là một loài bọ cánh cứng trong họ Cerambycidae.